# Калигула
Гај Цезар Август Германик (лат. Gaius Iulius Caesar Germanicus; 31. август, 12. – 24. јануар 41; познатији под надимком Калигула) био је римски цар, владао је од 37. године нове ере до његовог убиства 41. године нове ере. Био је син римског генерала Германика и Агрипине старије, Августове унука. Калигула је рођен у првој владарској породици Римског царства, конвенционално познатој као Јулијевско-клаудијевска династија.
Иако је Гај добио име по Гају Јулију Цезару, добио је надимак „Калигула“ („мала чизма“), умањени облик калиге, војне чизме, од војника свог оца током њиховог похода на Германију. Када је Германик умро у Антиохији 19. године, Агрипина се вратила са шесторо деце у Рим, где се уплела у огорчену свађу са Тиберијем, Германиковим стрицем. Сукоб је на крају довео до уништења њене породице, а Калигула је био једини преживели мушкарац. Тиберије се 26. године повукао из јавног живота на острво Капри, а 31. тамо му се придружио и Калигула. Након његове смрти 37. године, Калигула га је наследио на месту цара. Мало је сачуваних извора о владавини Калигуле, иако је он описан као племенит и умерен цар током првих шест месеци његове владавине. Након овога, извори се фокусирају на његову окрутност, садизам, екстраваганцију и сексуалну изопаченост, представљајући га као лудог тиранина.
Иако је поузданост ових извора упитна, познато је да је током своје кратке владавине Калигула радио на повећању неограничене личне моћи цара, за разлику од супротстављених овлашћења унутар принципата. Велику пажњу усмерио је на амбициозне грађевинске пројекте и луксузне станове за себе, и иницирао је изградњу два аквадукта у Риму: Аква Клаудија и Анио Новус. Током његове владавине, царство је припојило краљевство Мауретанију као провинцију. Почетком 41. године, Калигула је убијен као резултат завере официра преторијанске гарде, сенатора и дворјана. Међутим, покушај завереника да искористе прилику да обнове Римску републику био је осујећен. На дан убиства Калигуле, преторијанци су прогласили Калигулиног стрица, Клаудија, следећим царем. Калигулина смрт је означила званични крај Јулија Цезара по мушкој линији, иако је Јулијевско-клаудијевска династија наставила да влада све до смрти његовог нећака Нерона.

## Породица
Гај Јулије Цезар Германик рођен је у Анцијуму, као треће од шесторо преживеле деце Германика и Агрипине Старије. Име је добио у част свог великог претка, Гаја Јулија Цезара. Његова браћа су била Нерон и Друз, сестре Јулија Друзила, Агрипина Млађа и Јулија Ливила. Гај је био братанац будућег императора Клаудија. Гајев отац, Германик, био је син Друза Старијег и Антоније Млађе. Друз је био млађи син Ливије Друзиле, треће жене цара Августа, из њеног првог брака са Тиберијем Нероном, док је Антонија Млађа била ћерка Марка Антонија и Августове сестре, Октавије. Његова мајка, Агрипина Старија била је кћер истакнутог римског генерала и блиског пријатеља цара Августа, Марка Випсанија Агрипе и Августове једине ћерке Јулије Старије. Гајева мајка, Агрипина, била је унука императора Августа и његове прве супруге Скрибоније.
Тако је Калигула био потомак обе гране царске породице, Јулијеваца и Клаудијеваца.

## Младост
Као дечак од само две или три године, Гај је пратио свога оца Германика у походима на северу Германије. Војнике је забављао призор малог Гаја одевеног у малу војничку униформу, укључујући чизме и оклоп. Ускоро је добио надимак Калигула што значи чизмице на латинском, као деминутив малих чизама које је носио. Гај, изгледа, није волео свој надимак. Његови савременици највероватније га нису користили у његовом присуству, већ би му се обраћали његовим именом — Гај, а након што је постао император његово име је гласило Гај Цезар.
Према записима римског историчара Светонија, Гајев отац, Германик, отрован је у Сирији од стране агента императора Тиберија, који је у Германику видео политичког ривала.
Германик је био веома популаран, не само међу војницима, већ и међу римским народом, па је његова смрт изазвала општу жалост и револт у Риму, будући да су многи прижељкивали да Германик постане нови цар.
Као Германикова удовица, Агрипина је уживала симпатије римског народа. Пошто је веровала да иза смрти њеног мужа стоји цар, Агрипина је дошла у сукоб са Тиберијем, па је у неколико наврата јавно изазвала цара.
Након очеве смрти, млади Гај је одгајан у дому своје мајке, док се њени односи са Тиберијем нису погоршали. Тиберије није дозволио Агрипини да се преуда, бојећи се да би њен супруг могао постати његов ривал. Агрипина и Калигулин брат Нерон протерани су из Рима 29. н. е. под оптужбама за издају.
Адолесцент Калигула је потом послат да живи са својом прабабом, Тиберијевом мајком, Ливијом. Након њене смрти 29. нове ере, млади Калигула живео је са Антонијом Минором, мајком свог оца Германика.
Његов брат Друз Цезар затворен је 30 н. е. због оптужби за издају, а други брат Нерон умро је у прогонству од глади или самоубиства. Светоније пише како су након прогонства мајке и браће, Калигула и његове сестре били ништа до Тиберијеви затвореници, под сталном стражом војника.
Калигула је 31. године предат личној Тиберијевој бризи на острву Капри, где је цар живео већ шест година након свог повлачења из Рима. На изненађење многих, Тиберије је поштедео Калигулу. Према античким историчарима, Калигула је био одличан глумац, способан да препозна опасност, скривајући своју одбојност и презир према Тиберију. Посматрач је рекао о Калигули: Није постојало бољег слуге или горег господара.
Након што је је постао император, Калигула је тврдио како је планирао убити Тиберија бодежом да би осветио смрт своје мајке и браће. Ипак, иако је унео оружје у Тиберијеву ложницу, није убио императора, и уместо тога бацио бодеж на под. Наводно, Тиберије је знао све о овом инциденту али се никада није усудио да предузме нешто поводом тога. Светоније каже како је Калигула већ био окрутан и опак, он пише да је Тиберије довео Калигулу на Капри, његов циљ био је да омогући Калигули да живи због тога да би: ... се показао као пропаст себе и свих људи, и да је неговао змију за Римски народ и Фаетона за свет.
Тиберије је 33. н. е. почаствовао Калигулу почасном квестуром, позицију коју је држао до свог успињања на престо. У међувремену, и Калигулина мајка и брат Друз умрли су у прогонству. Калигула је био накратко ожењен са Јунијом Клаудилом 33. али она је умрла на порођају следеће године.
Калигула је проводио време спријатељивши се са преторијанским префектом, Невијем Суторијем Макроном, важним савезником. Макрон је говорио позитивно о Калигули Тиберију, покушавајући да одстрани сваку одбојност или сумњу императора према Калигули.
Калигула је 35. н. е. именован за заједничког Тиберијевог наследника, заједно са Тиберијем Гемелом.

## Владавина
Када је Тиберије умро, 16. марта 37. године нове ере његова имања и титуле принципата остављени су Калигули и Тиберијевом унуку Гемелу, и њих двојица требало је да буду савладари. Иако је Тиберије имао 78 година и био на самрти, поједини антички историчари и даље тврде да је убијен. Тацит пише да је Тиберија јастуком угушио преторијански префект Макрон, да би убрзао Калигулин долазак на власт, на радост римског народа, док је по Светонију могуће да је сам Калигула починио убиство иако ово не помиње ниједан антички други историчар. Сенека Старији и Филон Александријски, писали су за време Тиберијеве владавине, као и Јосиф Флавије, забележили су да је Тиберије умро природном смрћу.

### Рана владавина
Подржан од стране Макрона, Калигула је поништио Тиберијев тестамент у делу који се односио на Гемела, на темељима лудила, али је у другим случајевима извршио Тиберијеве жеље.
Калигула је прихватио моћи принципата, које му је поверио сенат, и ушао је у Рим, 28. марта праћен масом која му је клицала, поздрављајући га поклицима Наша Беба и Наша Звезда. Калигула је описан као први император коме су се дивили сви: На целом свету, од излазећег до залазећег сунца.
Калигулу су многи волели пошто је био вољени син популарног Германика, и јер није био Тиберије. Каже се, судећи по Светонију, да је више од 160.000 хиљада животиња жртвовано током три месеца јавног славља у част почетка нове владавине. Филон описује првих седам месеци Калигулине владавине као потпуно срећне.
Калигулини први поступци, речено је, били су великодушни, иако многи политички мотивисани. Да би добио подршку, давао је новчане бонусе војсци, укључујући и Преторијанску гарду, градске војнике и оне изван Италије. Уништио је Тиберијеве записе о издајама, објавио да су суђења због издаје ствар прошлости и вратио оне који су послати у прогонство. Помогао је онима оптерећеним царским пореским системом, прогнао одређене сексуално девијантне, и организовао раскошне спектакле за публику, попут гладијаторских битака. Калигула је прикупио и вратио пепео своје мајке и браће и похранио их сопственим рукама у Августов маузолеј.
Али све се променило октобра 37. н. е. када се император озбиљно разболео. Убрзо се опоравио али речено је како се млади император претворио у чудовиште, пошто је почео да убија или шаље у прогонство људе блиске себи или оне које је видео као озбиљну претњу. Погубио је свог рођака и усвојеног сина Тиберија Гемела што је разбеснело његову и Гемелову заједничку баку Антонију Млађу. Речено је да је починила самоубиство, иако Светоније наводи да ју је заправо Калигула отровао. Такође је наредио погубљења свог зета Марка Јунија Силана и шурака Марка Лепида. Његов стриц Клаудије је поштеђен само зато што га је Калигула задржао као предмет подсмеха. Императорова омиљена сестра, Јулија Друзила, умрла је 38. од грознице. Калигулине две преостале две сестре, Ливила и Агрипина Млађа прогнане су након неуспеле завере познате као Завера три бодежа. Презирао је што је био унук генерала Агрипе и оклеветао је Августа понављајући неистину како је његова мајка заправо рођена из инцестуозне везе између Августа и његове ћерке Јулије Старије.

### Реформе
Калигула се, почевши од 38. године, посветио политичким и јавним реформама. Објавио је извештаје о јавним фондовима, који нису били доступни за време Тиберијеве владавине. Помогао је онима који су изгубили имања у пожарима, укинуо поједине непопуларне порезе, и доделио јавне награде на гимнастичким свечаностима. Примио је и нове чланове у ред сенатора и витезова (лат. equites).
Можда и најзначајније, обновио је праксу демократских избора. Судећи по Касију Диону, овај поступак је био популаран међу масама .
Током исте године, ипак, Калигула је критикован због погубљења људи без суђења и присиљавања свог помоћника Макрона да почини самоубиство.

### Финансијска криза и глад
По записима Касија Диона, финансијска криза избила је 39. н. е. Светоније ставља почетак кризе у 38. Калигула није штедео новац који је користио за добијање подршке. Његова великодушност и екстраваганција исцрпли су државну касу. Антички историчари наводе да је Калигула почео лажно оптуживати, кажњавати и чак погубљивати појединце а све у сврху одузимања њихових поседа.
Антички историчари описују неколико Калигулиних очајничких потеза. Са циљем прикупљања новчаних средстава, император је затражио од јавности да позајмљује државни новац. Калигула је почео наплаћивати порез на тужбе, брак и проституцију. Поред тога, почео је са аукцијама живота гладијатора у јавним приликама. Тестаменти који су остављали предмете Тиберију тумачени су како би уместо тога оставили имовину Калигули. Центуриони чија је имовина задобијена пљачкањем приморани су да предају плен држави.
Многи надзорници римских путева оптужени су за неспособност и проневеру државних средстава и присиљени су да врате новац. Судећи по Светонију, током прве године Калигулине владавине протраћено је 2.700.000.000 сестерција које је Тиберије нагомилао својом штедљивом политиком. Императоров рођак, Нерон Цезар, завидео је и дивио се чињеници како је Гај брзо потрошио огромно богатство које му је Тиберије оставио.
Краткотрајна глад непознатих размера десила се, можда изазвана финансијском кризом, али према Светонијевим тврдњама глад је уследила након Калигулиног отимања јавних вагона са пшеницом, а Сенека као узрок наводи да су Калигулини амбициозни грађевински подухвати ометали снабдевање житом.

### Изградња
Упркос финансијским потешкоћама, Калигула је покренуо неколико грађевинских пројеката током своје владавине. Неки су били за јавно добро, а други су служили као пропагандно средство.
Јосиф Флавије описује као Калигулин највећи допринос побољшање луке у Регијуму и на Сицилији, што је омогућило већи увоз жита из Египта. Ова побољшања су могуће учињена као одговор на глад.
Калигула је завршио изградњу августовог храма и Помпејево позориште и отпочео изградњу амфитеатра близу Септе. Проширио је и царску палату. Започео је и изградњу аквадукта Аква Клаудија и Анио Новус, што је Плиније Старији сматрао инжињеријским чудима. Изградио је огромни хиподром познат као Circus of Gaius and Nero и морем је транспортовао велики обелиск из Египта (познат као Ватикански Обелиск) подигавши га у центру Рима. Овај обелиск данас се налази на тргу Светог Петра у Ватикану.
У Сиракузи, поправио је зидине града и храмове богова. Градио је нове путеве, старајући се да сви постојећи буду у добром стању. Планирао је да поново изгради Поликратову палату у Самосу, да заврши храм Аполона у Ефесу као и да оснује град високо у Алпима. Такође је планирао и прокопавање канала у Истиму у Грчкој, пославши главног центуриона да надгледа радове.
Један од Калигулиних спектакуларних потеза јесте изградња привременог плутајућег моста коришћењем бродова као понтона. Мост се простирао на више од две миље, од одмаралишта Баје све до оближње луке Путеоли. Речено је како је мост требало да надмаши мост персијског краља Ксеркса Великог помоћу кога је он прешао Хелеспонт. Калигула, човек који није знао да плива, јахао је свог омиљеног коња Инцитата преко новоизграђеног моста, носећи оклоп Александра Великог. Овај цео поступак пркосио је предвиђању Тиберијевог пророка, Тразила од Мендеса, да Калигула: ”Има шанси да постане император колико и да јаше коња преко залива Баје”.
Још један грандиозни подухват представља изградња два масивна брода, која су извађена са дна језера Неми током диктатуре Бенита Мусолинија. Бродови су међу највећима забележеним у античком свету. Већи је служио као Калигулина палата а мањи као Дијанин храм.
Већи брод, заправо комплексна пловећа палата, поседовао је мермерне подове и водовод између осталих бројних погодности. Тринаест година након што су извађени, бродови су уништени у нападу за време Другог светског рата и скоро ништа од трупа није преостало, иако је много других археолошких блага која су пронађена на бродовима остало нетакнуто и данас се налазе у музеју близу језера Неми Nazionale Romano (Palazzo Massimo) у Риму.

### Сукоб са сенатом
Односи између сената и Калигуле погоршали су се у трећој години његове владавине. Предмет њиховог спора је непознат. Више фактора је погоршавало ову заваду. Сенат је постао навикнут да влада без императора у периоду од повлачења Тиберија на острво Капри 26. н. е. и Калигулиног доласка на власт. Поред тога, Тиберијева суђења за издају одстранила су бројне про-Јулијевске сенаторе попут Асинија Гала.
Напослетку је Калигула поново активирао Тиберијеве записе и на основу њих закључио да су многи сенатори непоуздани. Наредио је нови талас истрага и суђења. Заменио је конзула а неколико сенатора је погубљено. Светоније говори како су други сенатори понижени тако што су били присиљени да га чекају и трче за његовим кочијама.
Ускоро после раскида са Сенатом, Калигула се суочио са низом завера. Крајем 39. н. е. осујећена је завера у којој је учествовао његов шурак. Убрзо после тога, гувернер Германије, Гнеј Корнелије Лентул Гетулик, погубљен је због својих веза са завером.

### Западна експанзија
Калигула је 40. године проширио Римско царство према Мауританији и начинио је значајан покушај да освоји и Британију. Британија је напослетку освојена под Клаудијем, неколико година касније.

#### Мауританија
Мауританија је била под Римским протекторатом а њен владар, Птолемеј од Мауританије, владао је као римски клијентски краљ. Калигула ја позвао Птолемеја у Рим и онда га изненада погубио. Мауританија је анексирана а затим подељена у две провинције, Мауританију Тингитану и Мауританију Цесаренсис. Плиније тврди да је подела дело самог Калигуле али Касије Дион наводи да је 42. н. е. избио устанак, који су угушили Гај Светоније Паулин и Гнеј Хосидије Гета, и да се подела догодила тек после тога.
Забуна је можда потекла од Калигулине првобитне одлуке да подели провинцију, али је имплементација одложена услед побуне.
Детаљи догађаја у Мауританији 39 — 44 н. е. су нејасни. Касије Дион је написао читаво поглавље о Калигулиној анексији Мауританије, али ти записи су данас изгубљени.
Калигулини потези наизглед су имали стриктни лични политички мотив - а то су страх и љубомора на његовог рођака Птолемеја - тако да ова експанзија није проистекла из важних војних или економских потреба. Ипак, Такфаринова побуна показала је изложеност Проконзулства Африке са западне стране и неспособност подложничких краљева Мауританије да обезбеде заштиту провинцији, те је тако могуће да су Калигулине акције одважан одговор на потенцијалне будуће претње.

#### Британија
Могуће да је постојао поход на Британију који је обустављен. Антички историчари наругали су се овом походу наводима о Галима преобученим у Германе на Калигулином тријумфу у Риму, а поред тога бележе и наредбе Римским војницима да скупљају шкољке са обале. Мало основних извора не слажу се око онога што се заиста догодило. Модерни историчари изнели су велики број теорија у покушају да објасне ове поступке. Калигулино путовање на обале Ламанша била је могуће само извиђачка мисија. А постоји могућност да је мисија покренута са циљем прихватања предаје Британског поглавице Админија.

### Божанство
Када је неколико краљева дошло у Рим да му се поклоне, почели су расправу о свом племенитом пореклу, Калигула је повикао: Нека буде један Бог, један краљ!
Калигула је ускоро почео спроводити контроверзну религиозну политику. Почео се појављивати одевен попут разних полубогова као што су Херкулес, Меркур и Аполон. Наводно, почео је себе представљати као бога при састанцима са политичарима и био је ословљаван као Јупитер у неким ситуацијама и јавним документима.
У Риму је подигнуто неколико храмова посвећених њему. Храм Кастора и Полукса на Форуму директно је повезан са царским комплексом на Палатину, и посвећен је Калигули. Повремено би се у храму појављивао сам император, представљајући се као бог у јавности. Наредио је да се уклоне главе са разних статуа богова и потом их је замењивао својим. Речено је да је желео да буде поштован као Neos Helios — Ново Сунце. Заиста, био је представљен као бог сунца на египатским новчићима.
Калигулина религиозна политика била је у дисконтинуитету са оном његових претходника. Према Касију Диону, живи цареви могли су бити поштовани као божанства на истоку, али у Риму, владари су проглашавани боговима тек након смрти. Августов дух био је поштован у јавности повремено, али, Дион ово описује као екстремни акт од којег су се императори углавном уздржавали. Калигула је одвео ствар даље и натерао грађане Рима, укључујући и сенаторе, да га поштују као живог бога.

### Источна политика
Калигула је морао угушити неколико побуна и завера у источним провинцијама током своје владавине. У тим акцијама имао је помоћ свог доброг пријатеља Ирода Агрипе који је постао гувернер територија Батанеје и Трахонитиса након што је Калигула постао император 37. године нове ере.
Узрок тензијама на истоку био је компликован, укључујући ширење грчке културе, римског права и права Јевреја у империји.
Калигула није веровао префекту Египта, Аулу Авилију Флаку. Авилије је био лојалан Тиберију, учествовао у завери против Калигулине мајке и имао веза са египатским сепаратистима. 38. године Калигула је послао Ирода Агрипу ненајављеног у Александрију да би проверио Авилија. Према Филону, Агрипина посета дочекана је подругљиво од стране грчке популације која је видела Агрипу као краља Јевреја. Авилије је покушао умирити Грке и Калигулу тако што је статуе импрератора поставио у јеврејским синагогама. Као резултат тога, у граду је избила побуна. Калигула је реаговао уклањањем Авилија са функције а затим наредио његово погубљење.
Ирод Агрипа оптужио је Ирода Антипу, тетрарха Галилеје и Пареја, да планира побуну против римске власти уз помоћ Парћана. Ирод Антипа признао је оптужбе и Калигула га је послао у прогонство. Ирод Агрипа је награђен његовим територијама.
Протести су поново букнули и Александрији 40. године између Јевреја и Грка. Јевреји су оптужени за непоштовање императора. Сукоби су се догодили у граду Јамнији. Јевреји су били бесни због подизања олтара од глине и уништили су га. Као одговор, Калигула је наредио подизање сопствене статуе у јерусалимском храму, захтев противан јеврејском монотеизму. У овом контексту, Филон пише да се Калигула: Односио према Јеврејима са посебном сумњичавошћу, као да су они једине особе на свету које су гајиле жеље у супротности са његовим.
Гувернер Сирије, Публије Петроније, бојећи се грађанског рата у случају да се Калигулина наредба спроведе, одложио је примену за скоро читаву годину. Агрипа је коначно убедио Калигулу да повуче наређење. Међутим, Калигула је планирао да лично оде у Јерусалим и тамо постави своју бисту у јеврејском храму.

### Скандали
Филон Александријски и Сенека Млађи описују Калигулу као лудог императора који је био само-опседнут, бесан, убијао из хира, и који се одавао превеликом трошењу и сексу. Оптужен је да је спавао са супругама других људи и да се после тиме хвалио, за убијање из чисте забаве, намерно траћење новца за изградњу моста, изазивање глади, и жељу да његова статуа буде подигнута у јерусалимском храму. Једном, на неким играма којима је председавао, наредио је својим стражарима да баце целу једну секцију публике у арену, да би их током паузе појеле животиње, јер није било криминалаца за погубљење и било му је досадно.
Понављајући раније приче, каснији извори, Светоније и Касије Дион, пружају различита сведочења која говоре о Калигулином лудилу. Оптужују Калигулу за инцест са својим сестрама, Агрипином Млађом, Друзилом и Ливилом, и говоре да их је проституисао другим људима. Наводе да је слао војнике на сулуде војне вежбе, претворио палату у бордел, и као најпознатије, планирао или обећао да ће учинити свог коња, Инцитата, конзулом, и заправо га поставио за свештеника.
Валидност ових навода је дискутабилна. У римској политичкој култури, лудило и сексуална перверзија често су представљани и изједначавани са лошом управом. Већина савремених историчара одбацује многе Светонијеве наводе као анегдоте и преувеличане гласине. Сам Светоније био је склон сензационализму, док је Касије Дион живео скоро два века након Калигуле.
Тацитова дела у којима је подробније описана Калигулина владавина данас су изгубљена. Чињеница је, међутим, да је сенатска класа којој су придали скоро сви антички историчари, презирала Калигулу који је био у сукобу са сенатом.

### Убиство и последице
Калигулини поступци као императора често су описивани као изразито сурови према сенату, племству и реду витезова. Према Јосифу Флавију, ове акције изазвале су неколико неуспешних завера против Калигуле. Напослетку, успешно убиство испланирали су официри Преторијанске гарде, предвођени преторијанским префектом Касијем Херејом. У планирање завере укључују се тројица људи, али за многе у сенату, војсци и витешком реду каже се да су били информисани о завери и умешани у њу.
Ситуација је ескалирала 40. године када је Калигула објавио сенату да ће трајно напустити Рим и преселити се у Александрију, где се надао да ће бити поштован као живи Бог. Могућност да Рим изгуби императора а тиме и политичку моћ била је за многе последња кап. Овакав потез онемогућио би и сенат и Преторијанску гарду да зауставе Калигулину репресију и разврат. Са оваквом могућношћу на уму, Хереја је убедио остале заверенике да брзо остваре свој план за Калигулино убиство.
Према Јосифу Флавију, Хереја је имао личних мотивација за убиство. Светоније види мотив у Калигулином обраћању Хереји погрдним именима. Калигула је сматрао Хереју феминизованим због пискавог гласа и недовољне строгости при сакупљању пореза. Калигула би се ругао Хереји именима попут "Пријап" и "Венера" и често се ругао Хереји у јавности.
Дана 22. јануара 41, (Светоније наводи датум као 24. јануар) Хереја и остали стражари пратили су Калигулу док се обраћао глумачкој трупи младих људи током серије игара и драмских изведби одржаних у част божанског Августа. Детаљи догађаја варирају од извора до извора, али слажу се да је Хереја први који је напао Калигулу, након чега су га следили и остали завереници. Светоније наводи да је Калигулина смрт била веома слична оној Јулија Цезара. Он тврди да су и старији Гај Јулије Цезар (Јулије Цезар) и млађи Гај Јулије Цезар (Калигула) избодени тридесет пута од стране завереника предвођени човеком чије је име било Касије (Касије Лонгин и Касије Хереја).
Криптопортик (подземни ходник) где се одиграо овај догађај археолози су открили испод царске палате на палатинском брежуљку. Пре него што су Калигулини лојални германски стражари могли да реагују, император је већ био мртав. Германски гардисти, погођени тугом и гневом, одговорили су махнитим нападом на убице, заверенике, невине сенаторе и посматраче без разлике.
Сенат је покушао искористити Калигулину смрт као шансу за рестаурацију републике. Хереја је покушао убедити војску да подржи сенат. Војска је ипак остала верна положају императора. Растужени римски народ окупио се и захтевао да Калигулине убице буду приведене правди. Узнемирене недовољном подршком, убице су потражиле и сурово убиле Калигулину супругу, Милонију Цезонију, и убиле њихову једногодишњу кћер Јулију Друзилу размрскавши јој главу о зид. Нису могли да пронађу Калигулиног стрица, Клаудија, који је премештен из града − након што га је пронашао војник - у оближњи преторијански камп.
Клаудије је постао нови император, обезбедивши подршку преторијанске гарде и наредио Херејино погубљење и свих осталих познатих завереника умешаних у Калигулино убиство. Према Светонију, Калигулино тело положено је у плитки гроб док није кремирано и смештено у гробницу поред његове сестре. Сахрањен је у Августовом маузолеју; 410. године, током пљачкања Рима, пепео императора из гробнице је расут.

## Наслеђе

#### Историографија
Историја Калигулине владавине је веома проблематична будући да су само два извора Калигулиних савременика преживела - дела Филона и Сенеке. Филонова дела О посланству Гају и Флаку, дају нам неке детаље о Калигулиној раној владавини, али се углавном фокусирају на догађаје везане за јеврејску популацију у Јудеји и Египту, са којом је аутор симпатисао. Разни Сенекини радови дају местимичне анегдоте о Калигулиној личности. Сенека је умало погубљен од стране Калигуле 39. вероватно због повезаности са завереницима.
У једном тренутку, постојали су детаљни тадашњи подаци о историји Калигулине владавине, али сада су изгубљени. Поред тога, историчари који су писали о тим догађајима описивани су као пристрасни, или превише критични или превише наклоњени Калигули. Без обзира, ови изгубљени примарни извори, заједно са делима Сенеке и Филона, су база преживелих секундарних и терцијарних података о Калигули, написаних од стране касније генерације историчара. Само неколико историчара, савременика Калигуле, познати су по имену. Фабије Рустиције и Клувије Руф обојица су писали осуђујућа дела о Калигули која су сада изгубљена. Фабије Рустиције био је Сенекин пријатељ, познат по улепшавању историје и погрешном тумачењу. Клувије Руф био је сенатор умешан у Калигулино убиство.
Калигулина сестра, Агрипина Млађа, написала је аутобиографију која је сигурно укључивала детаљно објашњење Калигулине владавине, али и ово дело је такође изгубљено. Агрипину је Калигула изгнао због њене повезаности са Марком Емилијем Лепидом, који је био део завере против Калигуле. Калигула је на јавној аукцији распродао имовину својих сестара и конфисковао имовину младог Нерона који је послат на одгајање код своје баке Лепиде.
Песник Гетулик написао је неколико ласкавих дела о Калигули, но и она су изгубљена.
Највећи део онога што је познато о Калигули потиче од Светонија и Касија Диона. Светоније је писао своју историју о Калигули осамдесет година после његове смрти док је Касије Дион писао своје дело скоро два века након императорове смрти. Дело Касија Диона је од непроценљивог значаја пошто је једино у коме постоји хронологија Калигулине владавине.
Неколицина других извора само узгредно Калигулу и његову владавину. Јосиф даје детаљан опис Калигулиног убиства. Тацит описује неке информације о Калигулином животу за време Тиберијеве владавине. У сада изгубљеном делу Анали, Тацит је дао опширну историју Калигулине владавине. Плиније Старији и његово дело Природњачка историја пружа тек неколико кратких референци о Калигули.
Постоји само неколико преживелих извора о Калигули а ниједан преживели извор га не приказује у позитивном светлу. Малобројност извора довела је до значајних рупа у Калигулиној владавини. Мало тога је написано о првим двема годинама Калигулине владавине. Поред тога, постоје само ограничени извори о каснијим значајним догађајима, попут је анексије Мауританије, Калигулине покушај освајања Британије и његов раскол са римским сенатом.

#### Здравље
Сви преживели извори, осим Плинија Старијег, карактеришу Калигулу као лудог. Међутим, није познато да ли о лудилу говоре у фигуративном или буквалном смислу. Уз то, узевши у обзир Калигулину непопуларност међу преживелим изворима, тешко је раздвојити чињенице од фикције. Савремени историчари подељени су поводом покушаја да се Калигулино понашање објасни медицинским разлозима. Као могућности дају се енцефалитис, епилепсија или менингитис. Питање да ли је Калигула био луд или не, остаје нерешено.
Филон Александријски, Флавије Јосиф и Сенека наводе да је Калигула био луд, али описују ово лудило као карактерну особину која се формирала кроз искуство. Сенека каже да је Калигула постао арогантан и гневљив чим је постао император и користи његове мане као примере на којима читаоци могу да науче. Према Флавију Јосифу, моћ је учинила Калигулу невероватно сујетним и навела га да помисли да је Бог. Филон Александријски наводи да је Калигула постао бескрупулозан пошто је умало умро услед болести у осмом месецу своје владавине 37. године нове ере. Јувенал тврди да му је дат магијски напитак због којег је изгубио разум.
Према Светонију, Калигула је патио од падајуће болести, или епилепсије, док је био млад. Модерни историчари теоретисали су да је Калигула живео са свакодневним страхом од епилептичног напада. Упркос томе што је пливање било део образовања међу римском аристократијом, Калигула није умео да плива. Епилептичарима се не препоручује да пливају на отвореном јер би напад у таквим околностима могао бити фаталан. Поред овога, Калигула је наводно разговарао са пуним месецом. Епилепсија се дуго повезивала са пуним месецом.
Неки модерни историчари мисле да је Калигула боловао од хипертиреозе. Ова дијагноза углавном се повезује са Калигулином раздражљивошћу и његовом загледаношћу описаној од Плинија Старијег.

#### Могуће откриће места сахране
Полиција је 17. јануара 2011. у месту Неми, Италија, објавила је откривено место на коме је Калигула сахрањен, након што је ухапшен лопов како кријумчари статуу за коју се верује да припада императору. Тврдња је дочекана са скептицизмом од стране историчара са Кембриџа, Мери Бирд.

## У популарној култури

### На филму
Емлин Вилијамс тумачио је улогу Калигуле у никада довршеном филму из 1937, Ја, Клаудије.
Амерички глумац, Џеј Робинсон, славно је портретисао злокобног Калигулу у два епска филма из педесетих година двадесетог века, The Robe (1953) и у његовом наставку, Demetrius and the Gladiators (1954)
Дугометражни историјски филм, Калигула снимљен је 1979. у коме је Малколм Макдауел тумачио главну улогу. Због експлицитних сцена секса и насиља филм није наишао на добар пријем код публике и добио је изразито негативне критике. Филм је режирао Тинто Брас, а продуцент је био издавач часописа Пентхаус, Боб Гучионе.

### У литератури и на позоришту
Познати француски писац и филозоф, Албер Ками, написао је позоришну драму Калигула. Након смрти своје сестре, Друзиле, Калигула се враћа у палату након три дана и три ноћи проведених у жалости.
У роману Роберта Грејвса из 1934, Ја Клаудије, Калигула је описан као социопата још од раног детињства који је постао клинички луд током своје владавине.
Калигула је такође послужио као инспирација музичком метал бенду а његов лик појављивао се у многим телевизијским серијама.

## Породично стабло
|  |                                 |  |  |  |  |  |  |  |  |  |  |  |  |  |  |  |
|  | 16. Друз Клаудије Нерон         |  |  |  |  |  |  |  |  |  |  |  |  |  |  |  |
|  |                                 |  |  |  |  |  |  |  |  |  |  |  |  |  |  |  |
|  |                                 |  |  |  |  |  |  |  |  |  |  |  |  |  |  |  |
|  | 8. Тиберије Клаудије Нерон      |  |  |  |  |  |  |  |  |  |  |  |  |  |  |  |
|  |                                 |  |  |  |  |  |  |  |  |  |  |  |  |  |  |  |
|  |                                 |  |  |  |  |  |  |  |  |  |  |  |  |  |  |  |
|  | 17. Клаудија                    |  |  |  |  |  |  |  |  |  |  |  |  |  |  |  |
|  |                                 |  |  |  |  |  |  |  |  |  |  |  |  |  |  |  |
|  |                                 |  |  |  |  |  |  |  |  |  |  |  |  |  |  |  |
|  | 4. Друз Старији                 |  |  |  |  |  |  |  |  |  |  |  |  |  |  |  |
|  |                                 |  |  |  |  |  |  |  |  |  |  |  |  |  |  |  |
|  |                                 |  |  |  |  |  |  |  |  |  |  |  |  |  |  |  |
|  | 18. Марко Ливије Друз Клаудијан |  |  |  |  |  |  |  |  |  |  |  |  |  |  |  |
|  |                                 |  |  |  |  |  |  |  |  |  |  |  |  |  |  |  |
|  |                                 |  |  |  |  |  |  |  |  |  |  |  |  |  |  |  |
|  | 9. Ливија Друзила               |  |  |  |  |  |  |  |  |  |  |  |  |  |  |  |
|  |                                 |  |  |  |  |  |  |  |  |  |  |  |  |  |  |  |
|  |                                 |  |  |  |  |  |  |  |  |  |  |  |  |  |  |  |
|  | 19. Ауфидија                    |  |  |  |  |  |  |  |  |  |  |  |  |  |  |  |
|  |                                 |  |  |  |  |  |  |  |  |  |  |  |  |  |  |  |
|  |                                 |  |  |  |  |  |  |  |  |  |  |  |  |  |  |  |
|  | 2. Германик                     |  |  |  |  |  |  |  |  |  |  |  |  |  |  |  |
|  |                                 |  |  |  |  |  |  |  |  |  |  |  |  |  |  |  |
|  |                                 |  |  |  |  |  |  |  |  |  |  |  |  |  |  |  |
|  | 20. Марко Антоније Кретик       |  |  |  |  |  |  |  |  |  |  |  |  |  |  |  |
|  |                                 |  |  |  |  |  |  |  |  |  |  |  |  |  |  |  |
|  |                                 |  |  |  |  |  |  |  |  |  |  |  |  |  |  |  |
|  | 10. Марко Антоније              |  |  |  |  |  |  |  |  |  |  |  |  |  |  |  |
|  |                                 |  |  |  |  |  |  |  |  |  |  |  |  |  |  |  |
|  |                                 |  |  |  |  |  |  |  |  |  |  |  |  |  |  |  |
|  | 21. јулија Антонија             |  |  |  |  |  |  |  |  |  |  |  |  |  |  |  |
|  |                                 |  |  |  |  |  |  |  |  |  |  |  |  |  |  |  |
|  |                                 |  |  |  |  |  |  |  |  |  |  |  |  |  |  |  |
|  | 5. Антонија Млађа               |  |  |  |  |  |  |  |  |  |  |  |  |  |  |  |
|  |                                 |  |  |  |  |  |  |  |  |  |  |  |  |  |  |  |
|  |                                 |  |  |  |  |  |  |  |  |  |  |  |  |  |  |  |
|  | 22. (=28) Гај Октавије          |  |  |  |  |  |  |  |  |  |  |  |  |  |  |  |
|  |                                 |  |  |  |  |  |  |  |  |  |  |  |  |  |  |  |
|  |                                 |  |  |  |  |  |  |  |  |  |  |  |  |  |  |  |
|  | 11. Октавија Млађа              |  |  |  |  |  |  |  |  |  |  |  |  |  |  |  |
|  |                                 |  |  |  |  |  |  |  |  |  |  |  |  |  |  |  |
|  |                                 |  |  |  |  |  |  |  |  |  |  |  |  |  |  |  |
|  | 23. (=29) Ација Балба Цезонија  |  |  |  |  |  |  |  |  |  |  |  |  |  |  |  |
|  |                                 |  |  |  |  |  |  |  |  |  |  |  |  |  |  |  |
|  |                                 |  |  |  |  |  |  |  |  |  |  |  |  |  |  |  |
|  | 1. Калигула                     |  |  |  |  |  |  |  |  |  |  |  |  |  |  |  |
|  |                                 |  |  |  |  |  |  |  |  |  |  |  |  |  |  |  |
|  |                                 |  |  |  |  |  |  |  |  |  |  |  |  |  |  |  |
|  | 12. Луције Випсаније Агрипа     |  |  |  |  |  |  |  |  |  |  |  |  |  |  |  |
|  |                                 |  |  |  |  |  |  |  |  |  |  |  |  |  |  |  |
|  |                                 |  |  |  |  |  |  |  |  |  |  |  |  |  |  |  |
|  | 6. Марко Випсаније Агрипа       |  |  |  |  |  |  |  |  |  |  |  |  |  |  |  |
|  |                                 |  |  |  |  |  |  |  |  |  |  |  |  |  |  |  |
|  |                                 |  |  |  |  |  |  |  |  |  |  |  |  |  |  |  |
|  | 3. Агрипина Старија             |  |  |  |  |  |  |  |  |  |  |  |  |  |  |  |
|  |                                 |  |  |  |  |  |  |  |  |  |  |  |  |  |  |  |
|  |                                 |  |  |  |  |  |  |  |  |  |  |  |  |  |  |  |
|  | 28. (=22) Гај Октавије          |  |  |  |  |  |  |  |  |  |  |  |  |  |  |  |
|  |                                 |  |  |  |  |  |  |  |  |  |  |  |  |  |  |  |
|  |                                 |  |  |  |  |  |  |  |  |  |  |  |  |  |  |  |
|  | 14. Октавијан Август            |  |  |  |  |  |  |  |  |  |  |  |  |  |  |  |
|  |                                 |  |  |  |  |  |  |  |  |  |  |  |  |  |  |  |
|  |                                 |  |  |  |  |  |  |  |  |  |  |  |  |  |  |  |
|  | 29. (=23) Ација Балба Цезонија  |  |  |  |  |  |  |  |  |  |  |  |  |  |  |  |
|  |                                 |  |  |  |  |  |  |  |  |  |  |  |  |  |  |  |
|  |                                 |  |  |  |  |  |  |  |  |  |  |  |  |  |  |  |
|  | 7. Јулија Старија               |  |  |  |  |  |  |  |  |  |  |  |  |  |  |  |
|  |                                 |  |  |  |  |  |  |  |  |  |  |  |  |  |  |  |
|  |                                 |  |  |  |  |  |  |  |  |  |  |  |  |  |  |  |
|  | 30. Луције Скрибоније Либон     |  |  |  |  |  |  |  |  |  |  |  |  |  |  |  |
|  |                                 |  |  |  |  |  |  |  |  |  |  |  |  |  |  |  |
|  |                                 |  |  |  |  |  |  |  |  |  |  |  |  |  |  |  |
|  | 15. Скрибонија                  |  |  |  |  |  |  |  |  |  |  |  |  |  |  |  |
|  |                                 |  |  |  |  |  |  |  |  |  |  |  |  |  |  |  |
|  |                                 |  |  |  |  |  |  |  |  |  |  |  |  |  |  |  |
|  | 31. Сенција                     |  |  |  |  |  |  |  |  |  |  |  |  |  |  |  |
|  |                                 |  |  |  |  |  |  |  |  |  |  |  |  |  |  |  |
|  |                                 |  |  |  |  |  |  |  |  |  |  |  |  |  |  |  |